# Astilbe philippinensis
Astilbe philippinensis är en stenbräckeväxtart som beskrevs av Henry. Astilbe philippinensis ingår i släktet astilbar, och familjen stenbräckeväxter. Inga underarter finns listade i Catalogue of Life.